# Phintella nilgirica
Phintella nilgirica is een spinnensoort uit de familie springspinnen (Salticidae). De soort komt voor in India.